# بنزین (ترانه هایم)
«بنزین» (انگلیسی: Gasoline) تک‌آهنگی از گروه آمریکایی هایم از سومین آلبوم استودیویی‌شان زنان در موسیقی بخش ۳ است که در ۱۹ فوریه ۲۰۲۱ توسط کلمبیا رکوردز منتشر شد. ریمیکسی از این آهنگ با خواننده-ترانه‌سرای آمریکایی تیلور سوئیفت به‌عنوان یکی از دو آهنگ جدیدتر در نسخه جایگزین آلبوم منتشر شد. این ریمیکس پس از «جسدی نیست، جرمی نیست» از نهمین آلبوم استودیویی سوئیفت همیشگی (۲۰۲۰) دومین همکاری بین این هنرمندان است.